# Судіп
Судіп (*ಸುದೀಪ್, нар. 2 вересня 1973 ) — індійський актор, телеведучий, сценарист, закадровий співак Сандалвуду. Також знімається у фільмах мовами гінді та тамілі. Має прізвисько «Кічча». Вільно володіє мовами телугу, каннада, тамілі та гінді.
В його доробку 74 ролі, 9 саундтреків, 17 пісень за кадром, 7 режисерських і 3 сценічні роботи. Є переможцем у номінації кращий актор премій Filmfare Awards South — 4 рази, премії штата Карнатака — 1 раз, Південноіндійської міжнародної кінопремії — 1 раз, Suvarna Film Awards (від каналу Суварна) — 2 рази, Торонтського фестивалю фільмів-жахів — 2 рази, Мадридського міжнародного кінофестивалю — 1 раз.

## Життєпис
народився у містечку Шимога (штат Карнатака) 1973 року. Тут здобув середню освіту. Потім поступив до Машинобудівельного коледжу імені Даянанда Сагара. Представляв коледж в команді по крикету протягом 2 років. Також відвідував школу акторської майстерності Рохана Танеджі в Мумбаї. закінчив коледж зі ступенем бакалавра в галузі промислового і виробничого обладнання.
У 1996 році вперше знявся у фільмах «Брахма» і «O Kusuma Baale», але вони не вийшли в прокат. Тому початком кар'єри Судіпа вважається 1997 рік, коли він знявся у фільмі «Thayavva». Доволі швидко виявив свою різноплановість: здатен грати як позитивних, так й негативних персонажів. Але у 1998—200 роках знявся лише у 2 фільмах.
У 2001 році Судіп був нагороджений премією Filmfare Awards South за фільм «Huchha» як кращий актор. Водночас став виконувати пісні для кінофільмів. Того ж року одружився з Радхакрішнаною. У 2002—2003 роках він також отримав премії Filmfare Awards South і Karnataka State Award як кращий актор за фільми мовою каннада «Nandhi», «Swathi Mutthu».
Судіп є засновником і власником кінокомпанії «Kiccha Creations». Є продюсером і режисером каннада-фільмів, зокрема «Моя Автобіографія» (2006 рік), «#73, Shaanthi Nivaasa» (2007 рік), «Veera Madakari». Фільми, особливо перший, мали комерційний успіх.
У 2008 році дебютував в кінострічці мовою гінді «Функ» (боллівудський фільм жахів). Судіпу сприяв успіх, завдяки цього він став кінозіркою усією Індії. У 2010 році знявся у 10 стрічках, проте не всі були успішними. Роль в сазі Рама Гопала Варми «Rakta Charitra» сприяла зростанню популярності актора, а фільм «Функ-2» провалився в прокаті.
Його фільм «Kempegowda», в якому Судіп виступав в якості режисера, в 2011 році став хітом. У 2012 році дебютував в фільмі мовою телугу «Eega» («Муха»). 2013 року також мав успіх як актор у фільмах «Баччан» і «Varadhanayaka». У 2014 році вийшов його фільм «Maanikya», який є ремейком телугумовного фільму «Гострий перець». Фільм мав комерційний успіх.
Судіп працює також на телебаченні, де є ведучим реаліті-шоу «Pyate Hudgeer-Halli Lifu» на каналі Suvarna. Ця програма цікава тим, що міських дівчат відправляють жити в село, де вони повинні показати всі свої навички виживання в сільській місцевості. Судіп не просто ведучий цієї програми, а також і наставник та помічник для цих дівчат.
У 2015 році зіграв невелику роль перського купця Аслам Хана у фільмі «Бахубалі: Початок», який став фільмом року. Того ж року розлучився з дружиною, але 2017-го шлюб відновлено. Доволі успішним для актора став 2016 рік — Судіп знявся у 7 фільмах. У 2017 році знявся в бойовику «Hebbuli», що мав комерційний успіх. У тому ж році погодився на фільм «Тигр живий», в якому він повинен зіграти головного лиходія Захіра, але коли вийшов сам фільм, жодної сцени з його участю не виявилося.
У 2018 році до виходу готується до виходу фільм «Villain», де Судіп знімається разом з Шивою Раджкумаром.

## Родина
Дружина — Прія Радхакрішнан, колишня працівниця авіакомпанії.
Діти:
- Саанві (нар. 2004)